# Dvorec, Gospa Sveta
Dvorec (nemško Höfern) je naselje v Občini Gospa Sveta v Okraju Celovec-dežela na Koroškem v Avstriji.